# خائن (ترانه بیگ رد مشین)
«خائن» (به انگلیسی: Renegade) آهنگی است که توسط گروه بیگ رد مشین و تیلور سوئیفت خواننده و ترانه‌سرای آمریکایی ضبط شده‌است که در ۲ ژوئیه ۲۰۲۱ توسط جگ جگوار منتشر شد. در همان روزی که سومین تک آهنگ از دومین آلبوم استودیویی گروه به نام «فکر می‌کنی چقدر دوام بیاورد؟» (۲۰۲۱) به رادیو تریپل-آ ایالات متحده ارائه شد.
«خائن» یک آهنگ آپ بیت است که سبک‌های پاپ مستقل، فولکلور و آلترناتیو را در هم می‌آمیزد که توسط گیتار، درام و تار اجرا می‌شود. توسط سوئیفت و آرون دسنر نوشته شد و توسط خود آرون دسنر تهیه شد. سوئیفت وکال اصلی را اجرا می‌کند که توسط بک وکال جاستین ورنون تکمیل می‌شود. موضوع آن در مورد تأثیرات سمی ترس‌ها و مسائل مربوط به سلامت روان بر روابط شخصی و سردرگمی و بلاتکلیفی ناشی از آن بحث می‌کند. این ناامیدی راوی از شریک عاطفی تقویت شده خود و تلاش‌های اولی برای مقابله و کمک به دومی را به تصویر می‌کشد. منتقدان موسیقی این آهنگ را با تأکید بر اشعار تند و ساز آن تحسین کردند.
با ثبت اولین ورودی بیگ رد مشین در تمام نمودارهای رکوردی که در آن ظاهر شد، «خائن» در استرالیا، کانادا، ایرلند، نیوزیلند، بریتانیا و ایالات متحده نمودار شد. این آهنگ به ۱۰ آهنگ برتر آهنگ‌های مستقل بریتانیا و چارت هات راک و آهنگ‌های جایگزین ایالات متحده رسید.

## پس زمینه و انتشار
این آهنگ چیزی بود که ما بعد از اتمام «اورمور» نوشتیم و متوجه شدیم که اینآ آهنگ برای بیگ رد مشین است. وقتی اولین یادداشت صدای تیلور را شنیدم و هنوز هم هر بار آن را می‌شنوم، کلمات تیلور به شدت برایم تحسین‌برانگیز است. جاستین آهنگ را بیشتر به آسمان برد، و زهی برادرم برایس دسنر و درامر جیسون تریتینگ چیزهای زیادی اضافه کرد. حس و صدای این آهنگ بسیار در قلب فکر می‌کنی چقدر طول می‌کشد؟ وجود دارد؛ من از تیلور بسیار سپاسگزارم که استعداد خارق‌العاده‌اش را با من به اشتراک گذاشت و ما هنوز بهانه‌هایی برای ساختن موسیقی با هم پیدا می‌کنیم.— آرون دسنر در صحبتش راجب (خائن) با زین لو، پیچفورک
تیلور سوئیفت خواننده و آهنگساز آمریکایی با آرون دسنر، گیتاریست گروه راک مستقل آمریکایی د نشنال، و جاستین ورنون، خواننده گروه بون آیور، در هشتمین و نهمین آلبوم استودیویی خود که در سال ۲۰۲۰ منتشر شد، به ترتیب فولکلور و اورمور همکاری کرد. دسنر در مصاحبه ای در دسامبر ۲۰۲۰ برای رولینگ استون گفت که سوئیفت برای پروژه آینده بیگ رد مشین، گروهی متشکل از دسنر و ورنون، آهنگ می‌نوشت. دو تا از این آهنگ‌ها، «دوروثیا» و «بسته شدن»، در نهایت در لیست آهنگ اورمور ظاهر شدند. دسنر همچنین دو آهنگ در ضبط مجدد سوئیفت در سال ۲۰۲۱ به نام بی‌باک (نسخه تیلور) تولید کرد. دو آهنگ - «خائن» و «بید» - توسط سوئیفت برای بیگ رد مشین در استودیوی خانگی او در لس آنجلس، کیتی کمیتی، در هفته منتهی به ۱۹ مارس ۲۰۲۱ ضبط شد، همان هفته ای که سوئیفت و دسنر برنده آلبوم سال برای فولکلور در شصت و سومین دوره جوایز سالانه گرمی شدند. ورنون آوازهای بیشتری را در استودیوی خود، آپریل بیس ضبط کرد.